# Patinatge de velocitat als Jocs Olímpics d'hivern de 2010 - 1.000 metres masculins

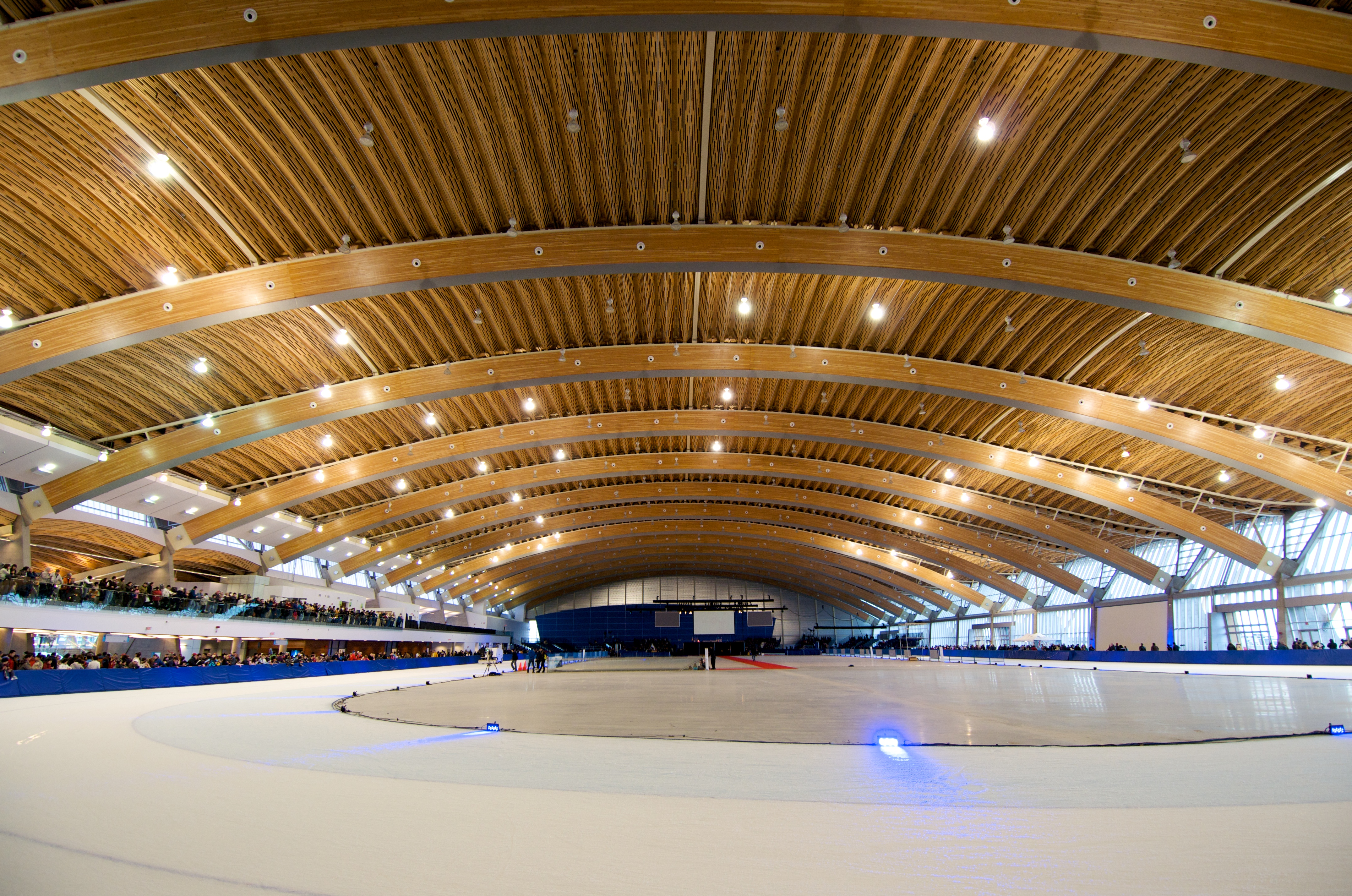
Imatge interior del Richmond Olímpics Oval, seu de la competició.

Als Jocs Olímpics d'Hivern de 2010 celebrats a la ciutat de Vancouver (Canadà) es disputà una prova de patinatge de velocitat sobre gel sobre una distància de 1.000 metres en categoria masculina que formà part del programa oficial dels Jocs.
La prova es disputà el dia 17 de febrer de 2010 a les instal·lacions del Richmond Olympic Oval de la ciutat de Vancouver. Hi participaren un total de 38 patinadors de velocitat de 13 comitès nacionals diferents.

## Resum de medalles
| Or          | Argent     | Bronze       |
| Shani Davis | Mo Tae-Bum | Chad Hedrick |

## Resultats
| Pos. | Dorsal | Non                   | CON             | Temps    | Dif.  |
| ---- | ------ | --------------------- | --------------- | -------- | ----- |
| 1    | 19     | Shani Davis           | Estats Units    | 1'08"94  |       |
| 2    | 16     | Mo Tae-Bum            | Corea del Sud   | 1'09"12  | +0"18 |
| 3    | 16     | Chad Hedrick          | Estats Units    | 1'09"32  | +0"38 |
| 4    | 12     | Stefan Groothuis      | Països Baixos   | 1'09"45  | +0"51 |
| 5    | 18     | Mark Tuitert          | Països Baixos   | 1'09"48  | +0"54 |
| 6    | 13     | Simon Kuipers         | Països Baixos   | 1'09"65  | +0"71 |
| 7    | 12     | Nick Pearson          | Estats Units    | 1'09"79  | +0"85 |
| 8    | 17     | Mika Poutala          | Finlàndia       | 1'09"85  | +0"91 |
| 9    | 17     | Lee Kyu-Hyeok         | Corea del Sud   | 1'09"92  | +0"98 |
| 10   | 14     | Trevor Marsicano      | Estats Units    | 1'10"11  | +1"17 |
| 11   | 13     | Yevgeny Lalenkov      | Rússia          | 1'10"14  | +1"20 |
| 12   | 14     | Jan Bos               | Països Baixos   | 1'10"29  | +1"35 |
| 13   | 18     | Denny Morrison        | Canadà          | 1'10"30  | +1"36 |
| 14   | 11     | Jeremy Wotherspoon    | Canadà          | 1'10"35  | +1"41 |
| 15   | 3      | Mikael Flygind Larsen | Noruega         | 1'10"38  | +1"44 |
| 16   | 10     | Samuel Schwarz        | Alemanya        | 1'10"45  | +1"51 |
| 17   | 4      | Tadashi Obara         | Japó            | 1'10"51  | +1"57 |
| 18   | 19     | Mun Jun               | Corea del Sud   | 1'10"68  | +1"74 |
| 19   | 9      | Håvard Bøkko          | Noruega         | 1'10"73  | +1"79 |
| 20   | 3      | François Roberge      | Canadà          | 1'10"75  | +1"81 |
| 21   | 7      | Dmitry Lobkov         | Rússia          | 1'10"795 | +1"85 |
| 22   | 11     | Aleksey Yesin         | Rússia          | 1'10"797 | +1"85 |
| 23   | 1      | Denis Kuzin           | Kazakhstan      | 1'10"88  | +1"94 |
| 24   | 15     | Kyle Parrott          | Canadà          | 1'10"89  | +1"95 |
| 25   | 15     | Nico Ihle             | Alemanya        | 1'11"04  | +2"10 |
| 26   | 2      | Teruhiro Sugimori     | Japó            | 1'11"13  | +2"19 |
| 27   | 5      | Konrad Niedźwiedzki   | Polònia         | 1'11"24  | +2"30 |
| 28   | 6      | Roman Krech           | Kazakhstan      | 1'11"27  | +2"33 |
| 29   | 1      | Ryohei Haga           | Japó            | 1'11"46  | +2"52 |
| 30   | 8      | Matteo Anesi          | Itàlia          | 1'11"51  | +2"57 |
| 31   | 2      | Wang Nan              | R.P. de la Xina | 1'11"82  | +2"88 |
| 32   | 10     | Maciej Ustynowicz     | Polònia         | 1'12"10  | +3"16 |
| 33   | 6      | Ermanno Ioriatti      | Itàlia          | 1'12"15  | +3"21 |
| 34   | 4      | Tuomas Nieminen       | Finlàndia       | 1'12"26  | +3"32 |
| 35   | 5      | Christoffer Fagerli   | Noruega         | 1'12"31  | +3"37 |
| 36   | 9      | Lee Ki-Ho             | Corea del Sud   | 1'12"33  | +3"39 |
| 37   | 7      | Keiichiro Nagashima   | Japó            | 1'12"71  | +3"77 |
| 38   | 8      | Aleksandr Lebedev     | Rússia          | 1'12"78  | +3"84 |